# Buriano (Castiglione della Pescaia)
Buriano è una frazione del comune italiano di Castiglione della Pescaia, nella provincia di Grosseto, in Toscana.

## Geografia fisica
Il paese di Buriano è situato nella parte nord-orientale del territorio comunale, a 184 m d'altitudine sulle prime propaggini sud-orientali di Poggio Ballone.

## Storia
Le origini di Buriano sono riconducibili al periodo altomedievale, venendo citato per la prima volta in un documento risalente alla prima metà dell'VIII secolo. All'epoca si trattava di una località costituita da insediamenti sparsi. Il centro vero e proprio sorse a partire dal IX secolo come feudo degli Aldobrandeschi, quando furono costruite le prime strutture difensive tra cui la rocca aldobrandesca e la perduta chiesa di Sant'Andrea. Nel 973 gli Aldobrandeschi cedettero Buriano ai monaci dell'abbazia di San Salvatore al Monte Amiata.
Nei secoli successivi furono rafforzate le strutture fortificate presenti nel centro, grazie anche al ritorno degli Aldobrandeschi poco dopo l'anno Mille, che successivamente cedettero il centro alla famiglia locale dei Lambardi, a cui erano legati. Il dominio dei Lambardi si protrasse pertanto tra l'XI secolo e la prima metà del XIV secolo; la famiglia in alcuni periodi riuscì ad avere forti influenze anche su Castiglione della Pescaia e su Vetulonia. Nel 1332 Buriano passò sotto l'egemonia di Siena ma, alcuni anni dopo, fu ceduto ai Pisani; nel 1398 Buriano fu conquistato dagli Appiani di Piombino che lo inglobarono nel loro principato. Da allora, il paese rimase ininterrottamente nel Principato di Piombino fino al 1815, anno in cui fu annesso definitivamente al Granducato di Toscana e, da allora, ne seguì le sorti.
Gran parte degli edifici racchiusi nel nucleo storico di Buriano risalgono al periodo rinascimentale, fatta eccezione per la rocca e per la pieve di epoca medievali.

## Monumenti e luoghi d'interesse

### Architetture religiose
- Chiesa di Santa Maria Assunta, chiesa parrocchiale della frazione, era anticamente nota con il nome di pieve di Santa Maria in Arcione. Citata già in un privilegio del 1051, passò nel XIII secolo ai guglielmiti e successivamente all'ordine degli eremiti agostiniani. L'attuale aspetto dell'edificio è frutto di una riedificazione del 1302 e ristrutturazioni successive.

- Oratorio di San Guglielmo, piccola chiesetta costruita nel 1703 nella località del Piano della Fonte, nei dintorni di Buriano.

- Romitorio di San Guglielmo, situato nei boschi a sud del paese, è stato fatto costruire nel 1597 dal venerabile padre Giovanni Nicolucci da Batignano, nel luogo dove, seconda la tradizione, si racconta sia apparsa la Madonna a san Guglielmo di Malavalle. L'edificio è stato restaurato una prima volta nel 1758 dai conti Alberti.

- Chiesa di Santa Margherita, chiesa scomparsa di epoca medievale.

- Chiesa di Sant'Andrea, edificio religioso scomparso di origini medievali, la cui precisa ubicazione risulta tuttora incerta.

### Architetture civili
- Fattoria di Poggialberi, presso l'omonima località rurale ai piedi della collina di Buriano, è un complesso agricolo il cui aspetto attuale risale al XIX secolo.

- Fonte di San Guglielmo, caratteristica fonte pubblica situata in una macchia nei pressi della frazione di Buriano.

### Architetture militari
- Rocca aldobrandesca, fortezza che domina il borgo, fu costruita dagli Aldobrandeschi a partire dal X secolo e poi lasciata in usufrutto alla potente famiglia locale dei Lambardi. Nel 1332 passò ai senesi, successivamente fu ceduta ai pisani ed infine, nel 1398, fu conquistata dagli Appiani del principato di Piombino. Modificata nel corso dei secoli, la struttura è ancora oggi visibile e i suoi ruderi sono ben conservati.

- La Torre, struttura difensiva scomparsa situata in posizione dominante nell'area collinare tra Buriano e la fattoria della Badiola, che si presentava in pietra a sezione quadrata.

## Società

### Evoluzione demografica
Quella che segue è l'evoluzione demografica della frazione di Buriano. Sono indicati gli abitanti dell'intera frazione e dove è possibile la cifra riferita al solo capoluogo di frazione. Dal 1991 sono contati da Istat solamente gli abitanti del centro abitato, non della frazione.
| Anno | Abitanti | Abitanti       |
| Anno | Frazione | Centro abitato |
| ---- | -------- | -------------- |
| 1833 | 332      | -              |
| 1845 | 402      | -              |
| 1921 | 983      | -              |
| 1931 | 1 059    | -              |
| 1961 | 1 026    | 514            |
| 1981 | 693      | 318            |
| 1991 | -        | 291            |
| 2001 | -        | 257            |
| 2011 | -        | 178            |

## Cultura

### Tradizioni e folclore
Buriano è il paese rivale di Vetulonia. La rivalità risale più o meno all'epoca medievale, quando la campana di uno dei due paesi (non si sa quale dei due) si staccò dal campanile e cadde fino in fondo alla valle che si trova tra i due paesi. Un cittadino del paese opposto la trovò e la portò alla sua chiesa, scatenando l'ira del paese nemico che la rivoleva indietro. Da allora non si sono più riappacificati e le campane vengono suonate a distanza di qualche minuto l'una dall'altra volontariamente per rimarcare la rivalità.

## Geografia antropica
Il borgo di Buriano è situato su una collina che domina parte della piana di Macchiascandona e funge da centro per altri agglomerati posti lungo la strada che dal paese scende verso la pianura.
Tra di questi il più importante è sicuramente Vaticino (61 m s.l.m., 104 abitanti), località composta da poche case e villette. Un'altra località rilevante è quella di Paesetto.